# Rivière Peel
La rivière Peel est un cours d'eau qui coule au Canada dans les provinces du Yukon et des Territoires du Nord-Ouest. 

## Géographie
La rivière Peel prend sa source dans les monts Ogilvie par l'intermédiaire de deux branches, la rivière Ogilvie et la rivière Blackstone.
Elle est alimentée par de  nombreux affluents parmi lesquels la rivière Bonnet Plume.
La rivière Peel rejoint le fleuve Mackenzie près du Fort McPherson et peu avant l'embouchure du fleuve Mackenzie dans la mer de Beaufort.